# Melitaea australis
Melitaea australis är en fjärilsart som beskrevs av Ruggero Verity 1916. Melitaea australis ingår i släktet Melitaea och familjen praktfjärilar. Inga underarter finns listade i Catalogue of Life.